# Đàn tranh

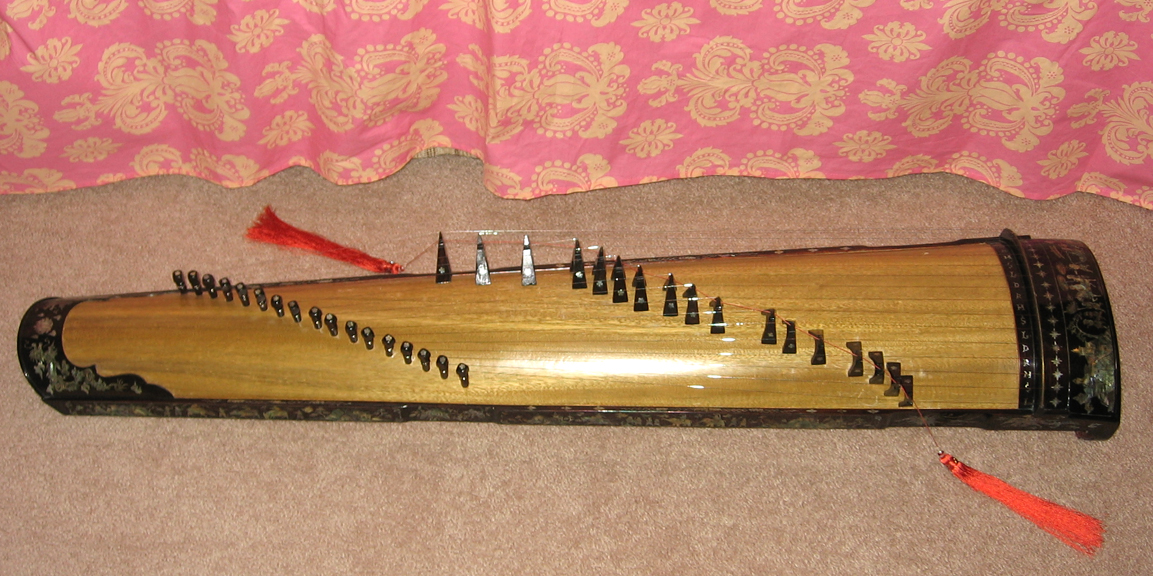

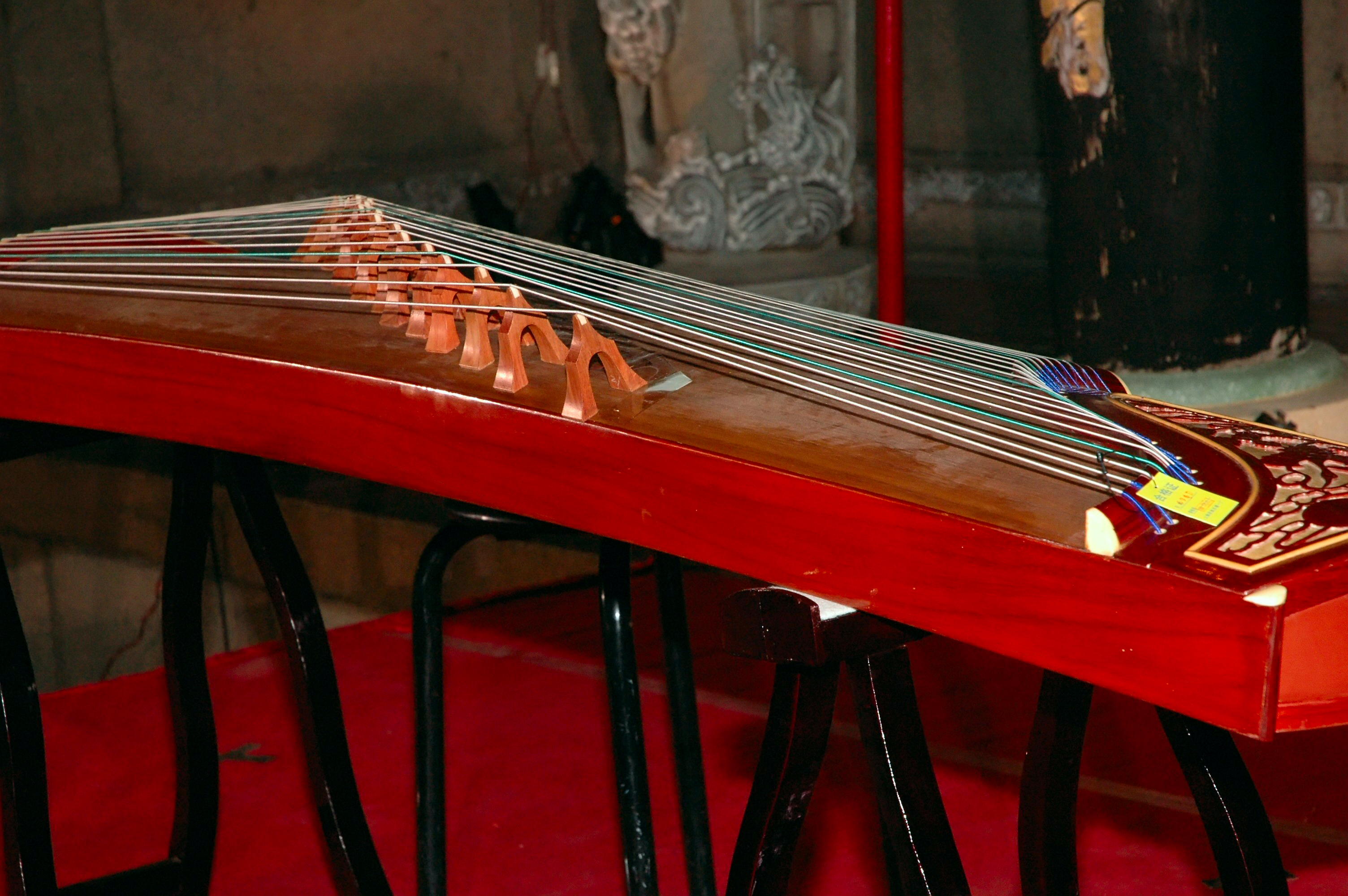
Cổ tranh 21 dây của Trung Quốc

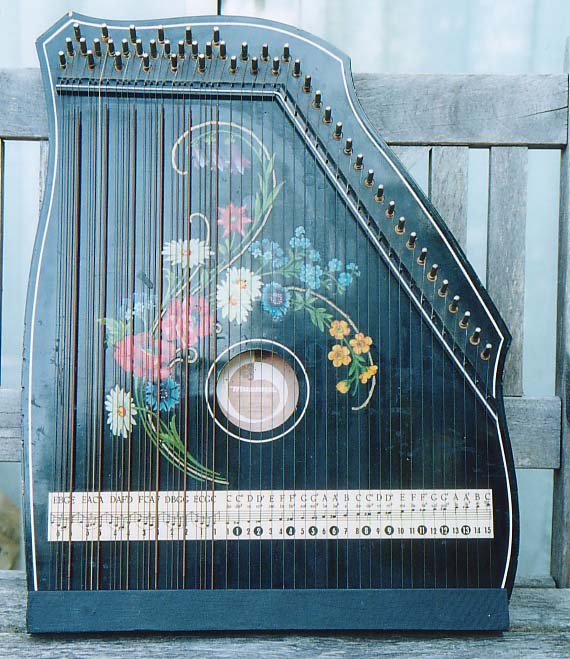
Đàn zither phương Tây

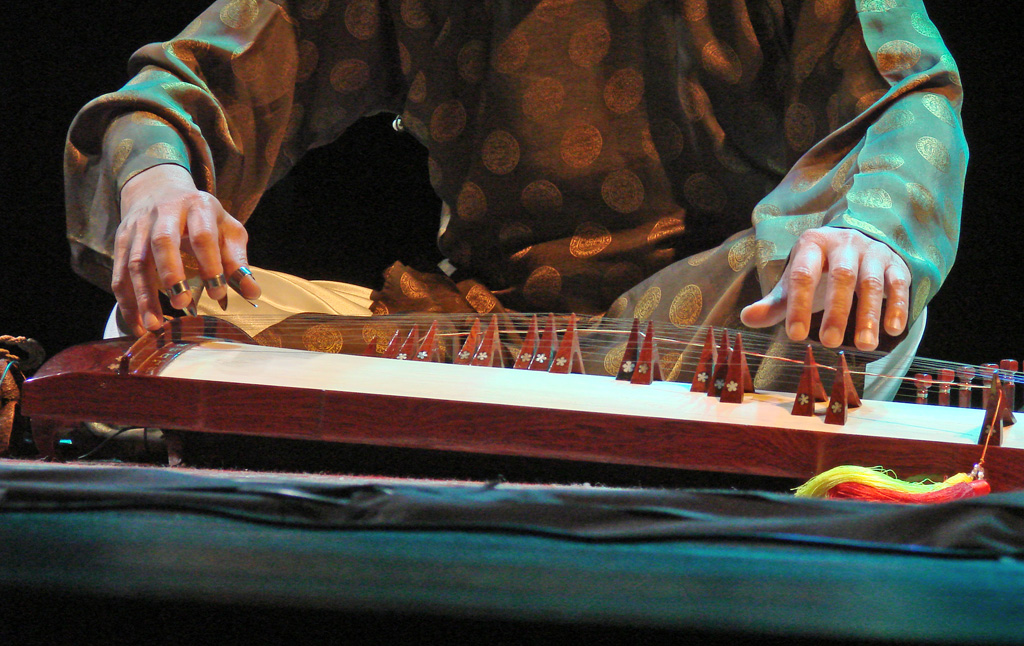
Trình diễn đàn tranh tại Paris

Đàn tranh (chữ Nôm: 彈箏, tiếng Trung: 古箏; bính âm: Gǔzhēng, Hán Việt: cổ tranh) còn được gọi là đàn thập lục hay đàn có trụ chắn, là nhạc cụ truyền thống của người phương Đông, có xuất xứ từ Trung Quốc. Đàn thuộc họ dây, chi gảy; ngoài ra họ đàn tranh có cả chi kéo và chi gõ. Loại 16 dây nên đàn còn có tên gọi là đàn Thập lục. Nay đã được tân tiến thành 21 - 25, 26 dây (cổ tranh của Trung Quốc).
Ngoài khả năng diễn tấu giai điệu, ngón chơi truyền thống của đàn tranh là những quãng tám rải hoặc chập và ngón đặc trưng nhất là vuốt trên các dây và gảy dây,ngoài ra có cả dạng dùng vĩ kéo hay dùng que gõ. Đàn tranh là nhạc khí dùng để độc tấu, hòa tấu, đệm cho hát và được chơi trong nhiều thể loại âm nhạc như các dàn nhạc dân ca, kết hợp với những ca khúc của C-pop, nhạc Âu Mỹ,...
Trong khi các quốc gia phương Đông có những nhạc cụ nhiều dây như đàn tranh, đàn sắt thì với người phương Tây họ có đàn zither. Vậy nên đàn tranh phương Đông cũng có tầm sánh ngang zither phương Tây, tuy âm điệu của chúng hoàn toàn khác nhau.
Ngoài ra, những loại đàn thuộc họ đàn tranh ở hầu hết các nước trong khu vực châu Á luôn có một phiên bản mini cho trẻ em và người mới chơi học diễn tấu.

## Nguồn gốc lịch sử

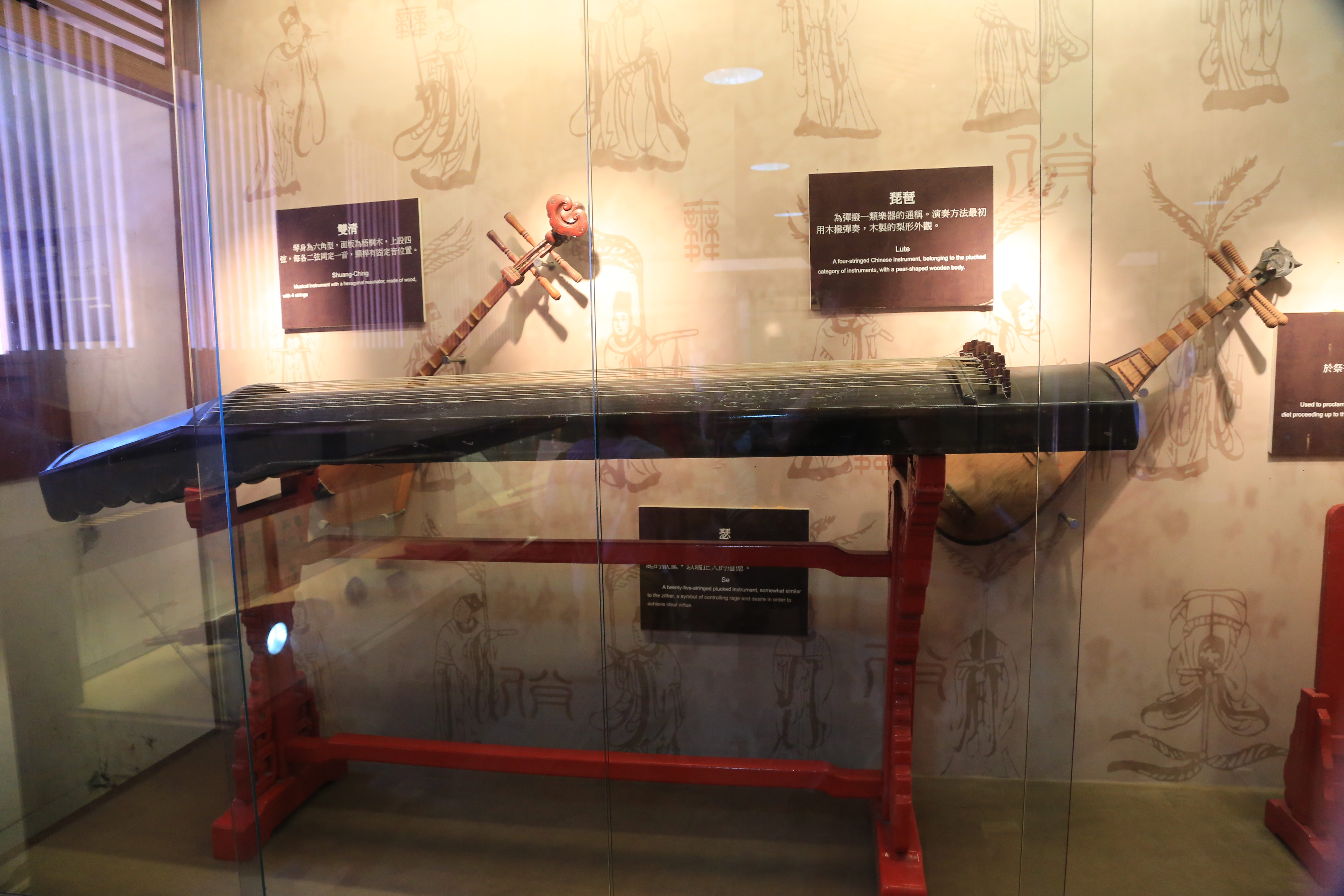
Đàn sắt được trưng bày tại một bảo tàng ở Trung Quốc

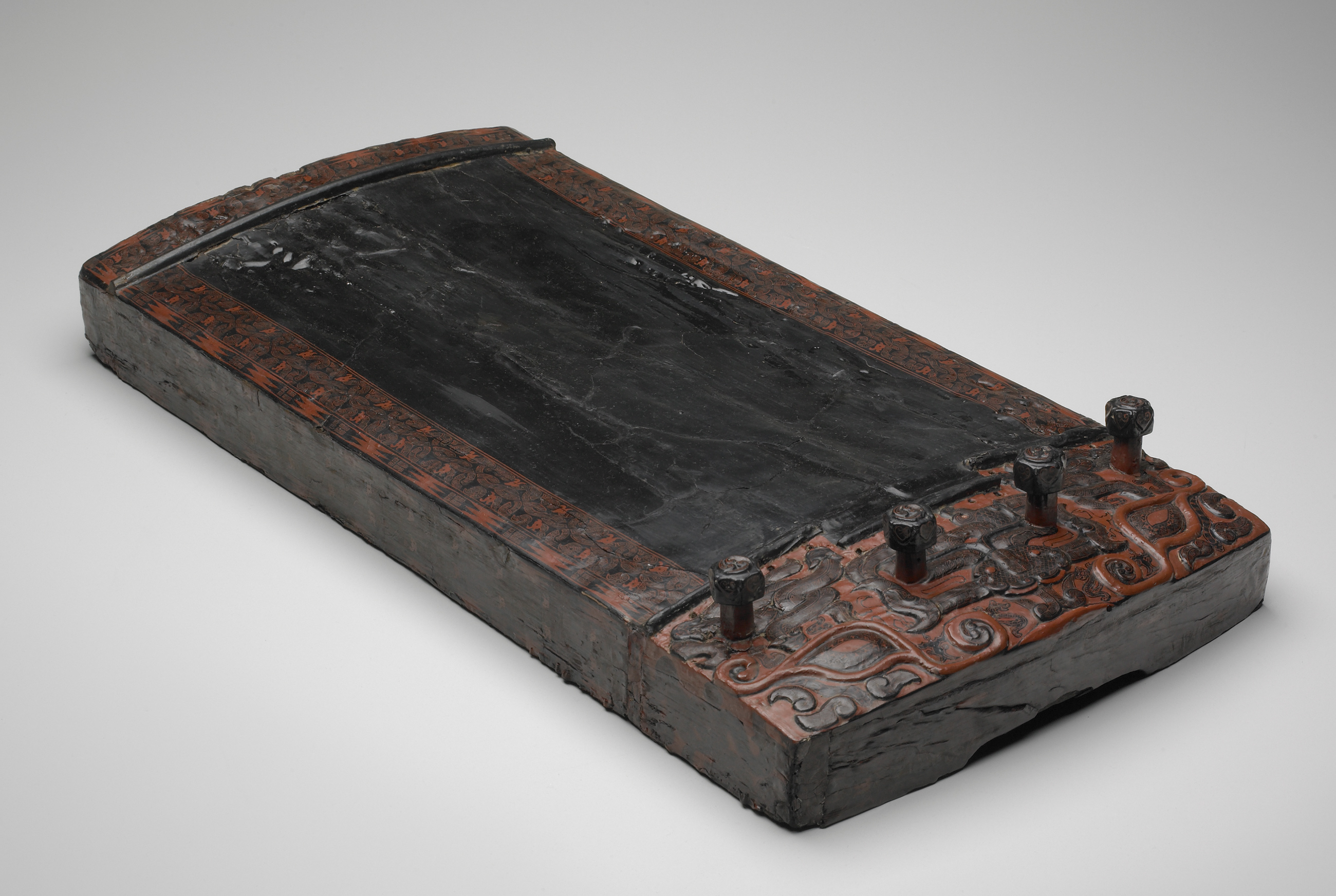
Đàn cổ sắt với bốn trục lớn buộc dây, có niên đại từ thế kỷ thứ 5 đến thế kỷ thứ 3 trước Công nguyên làm bằng gỗ đàn hương, chạm trổ hoa văn trang trí. Các dây đàn và trụ chắn (nhạn đàn) đều bị mất

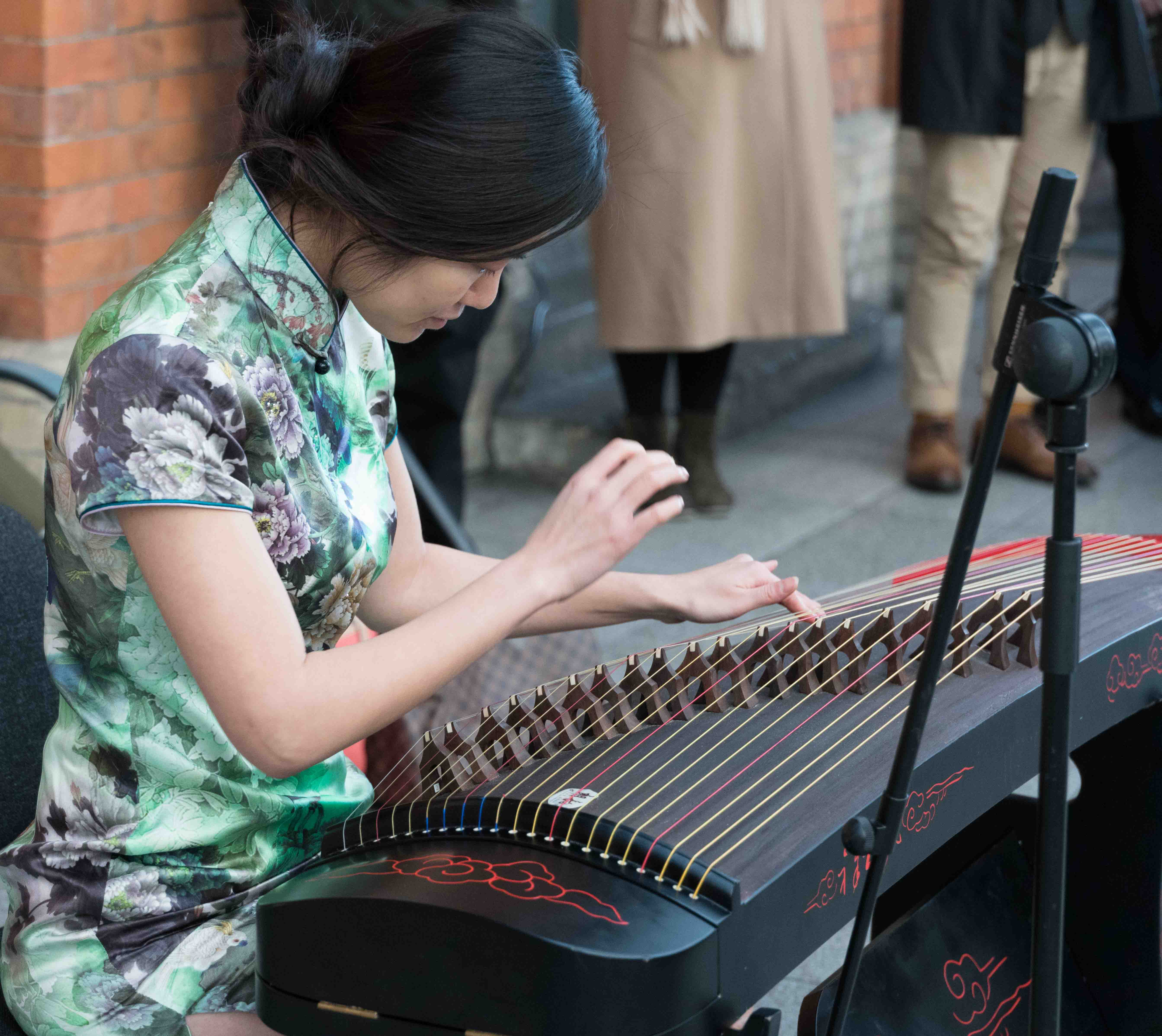
Đàn cổ tranh của Trung Quốc

Niên đại về đàn cổ tranh Trung Quốc - có sự khác biệt rất rõ rệt ở phần đuôi đàn và hậu nhạc sơn theo từng thời kỳ

### Mông Cổ

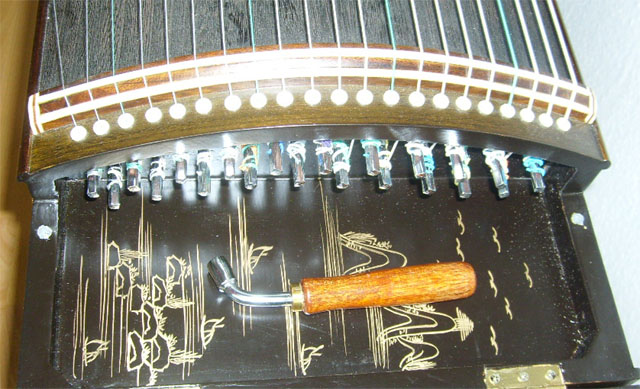
Đàn tranh yatga của Mông Cổ với hộp điều âm được mở ra bên cạnh chiếc cờ lê

### Nhật Bản

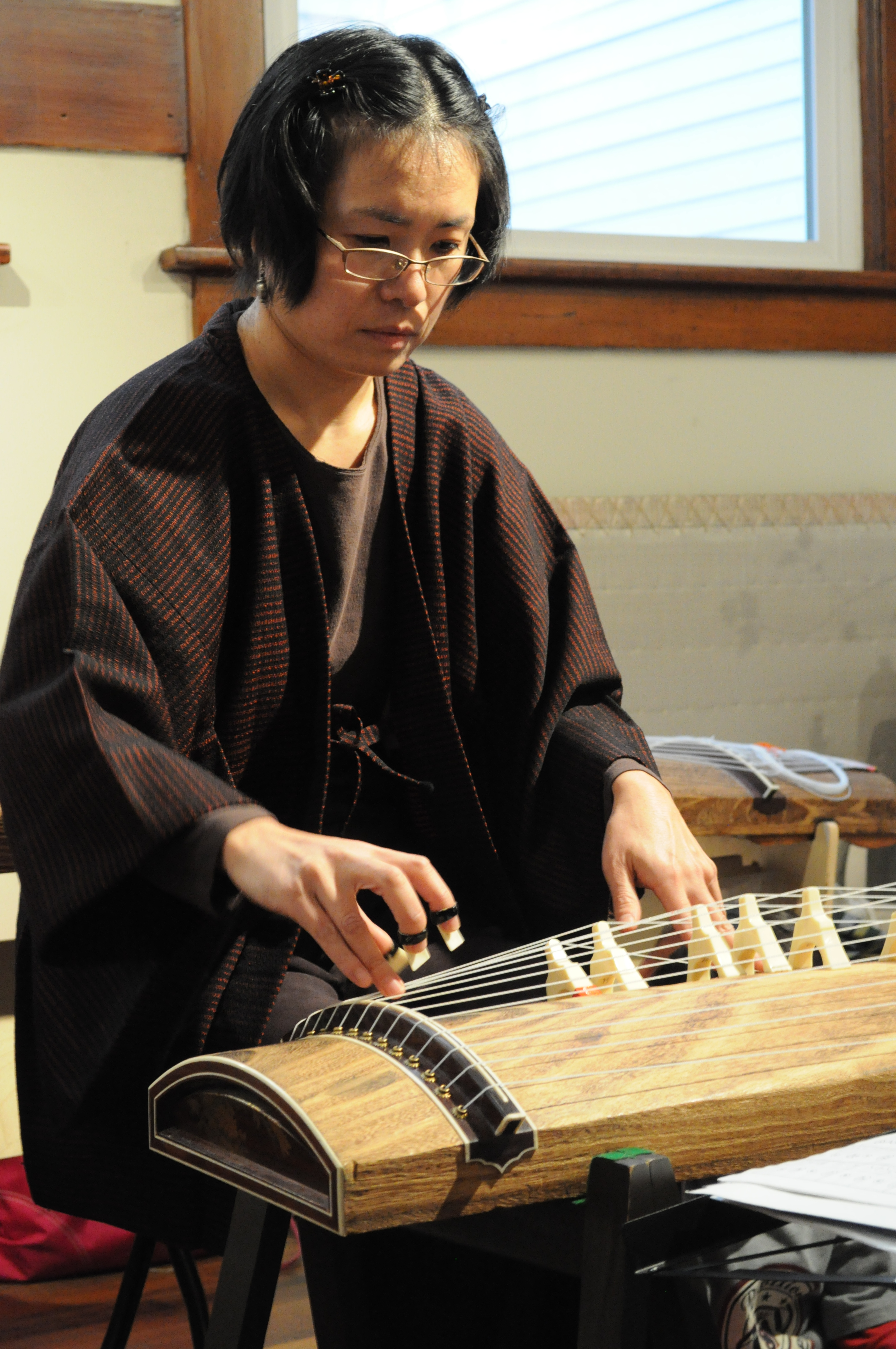
Một nghệ sĩ đang chơi đàn tranh koto

#### Gayageum

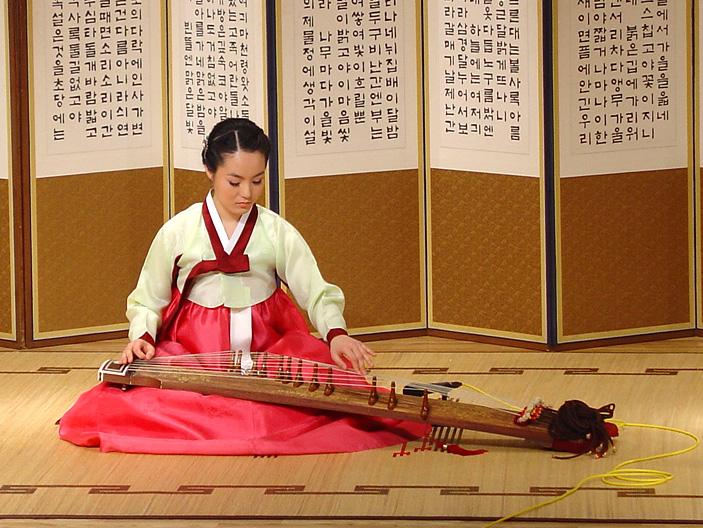
Một nghệ sỹ chơi đàn tranh gayageum loại 12 dây

#### Geomungo

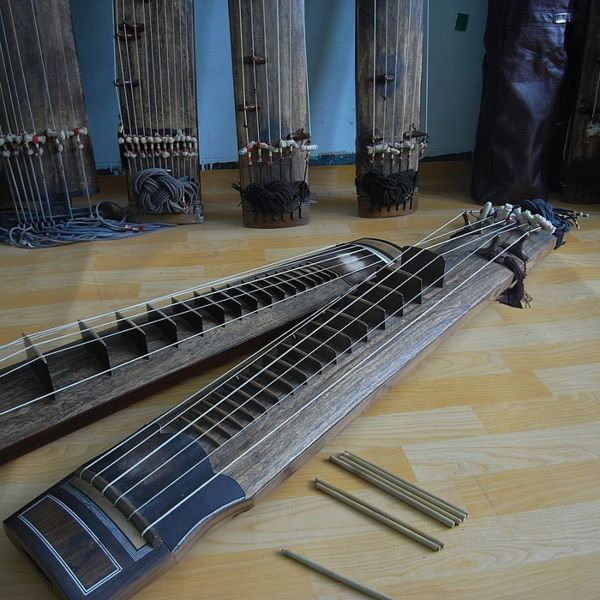
Đàn tranh geomungo truyền thống 6 dây

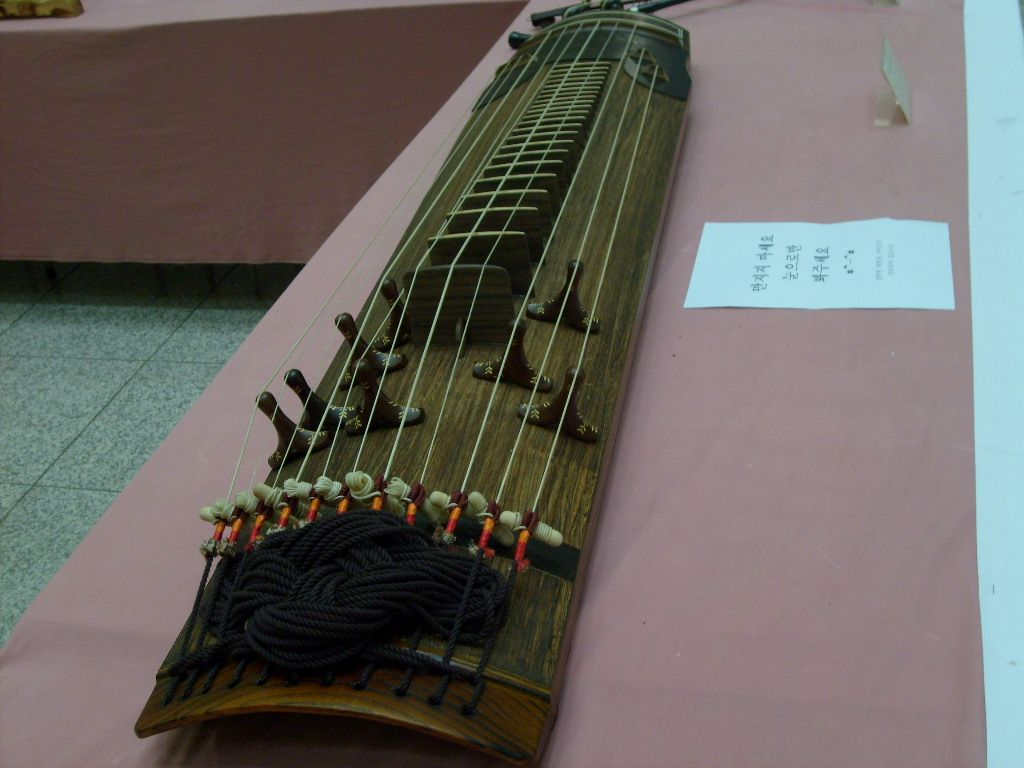
Đàn tranh geomungo loại 11 dây